# Приозерне (Гусєвський район)
Приозерне (рос. Приозёрное) — селище Гусєвського району, Калінінградської області Росії. Входить до складу Михайловського сільського поселення.
Населення —  295 осіб (2015 рік). 

## Населення
| 2002 | 2010 |
| ---- | ---- |
| 272  | ↗295 |